# Nossa Senhora Rainha

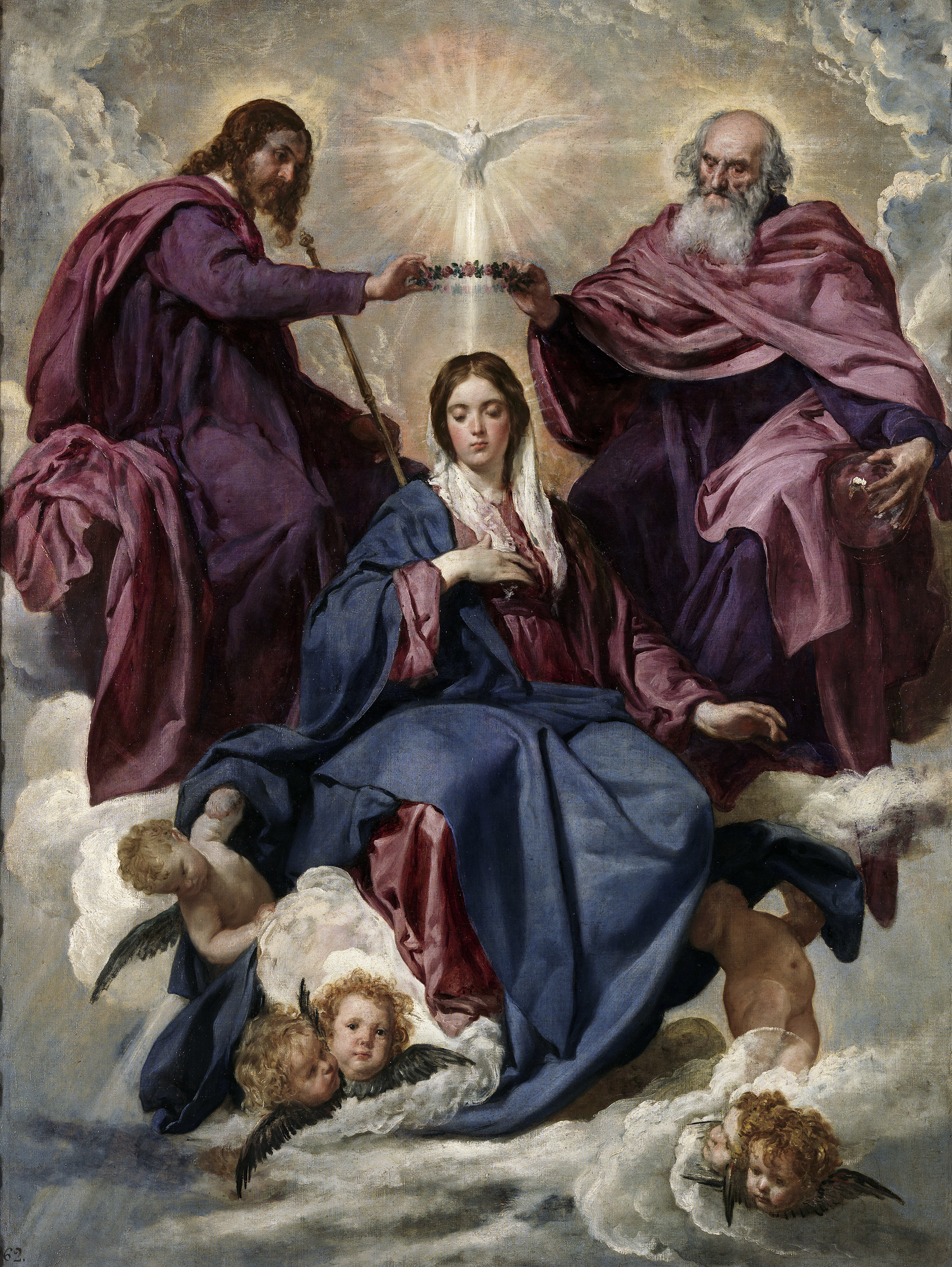
Coroação da Virgem, de Diego Velázquez

Nossa Senhora Rainha é um dos títulos de Maria, mãe de Jesus segundo a Igreja Católica. Na Ladainha Lauretana Maria é invocada como rainha treze vezes, atualmente:
- Rainha dos anjos
- Rainha dos Patriarcas
- Rainha dos Profetas
- Rainha dos Apóstolos
- Rainha dos Mártires
- Rainha dos Confessores da Fé
- Rainha das Virgens
- Rainha de todos os Santos
- Rainha concebida sem pecado original
- Rainha assunta ao céu
- Rainha do Santo Rosário
- Rainha da Família
- Rainha da Paz

Nossa Senhora Rainha é festejada em 22 de agosto. Três das antífonas marianas mais conhecidas pelos cristãos invocam Maria com o título de Rainha: Salve Rainha, Regina caeli e Ave Regina Caelorum. Entre estas, a mais conhecida é a Salve Rainha, composta por São Bernardo de Claraval, o último padre entre os padres latinos.
A Virgem Maria não é considerada uma deusa pela Igreja Católica, nem pela Igreja Ortodoxa. Também, não faz parte da Santíssima Trindade, como alegam os islâmicos no Alcorão. Ela é venerada como Mãe de Deus, Teótoco, e Bendita entre todas as mulheres da Terra e tem um culto especial chamado hiperdulia.  Nesse sentido, adoração é devida somente a Deus, prestando-lhe culto de latria e aos santos o culto de veneração simples denominado de dulia.

## A Base Bíblica
O Antigo Testamento celebra que a Rainha não é a esposa do Rei, mas sim sua mãe (em hebraico, ‘Gebi Rah’), pois os reis tinham muitas mulheres. Portanto, Betsabá era considerada a Rainha por ser mãe de Salomão, que era Rei (cf. I Reis 2,13-21).
Também o Salmo 45,9 nos mostra a Rainha dos Céus, ornada do finíssimo ouro de Ofir.
"Filhas de reis estão entre suas damas de honra: à tua direita está a RAINHA em ouro de Ofir.
A personificação desta Rainha como Maria é vidente já que em Lucas 1,48; Maria é a dita proclamada e lembrada entre todas as gerações.
Mas nenhuma das passagens citadas supera a mulher do livro do Apocalipse:
"Um sinal grandioso apareceu no céu, uma mulher vestida de sol, com a lua sob os pés, e com uma coroa de doze estrelas na cabeça... Ela deu à luz um menino, que há de governar as nações com um cetro de ferro... " (Ap. 12,1-5) 
Neste capítulo, eles deixam claro: estão falando da Mãe daquele que há de governar todas as nações com um cetro de ferro (Ap 12,5), Jesus. Portanto, estavam falando de Maria, muito embora também possa ser dada à Igreja este título. Quem usa uma coroa é uma Rainha, portanto, João vê Maria nos Céus com uma coroa, mostrando ser soberana.
Os protestantes não aceitam tal doutrina, e relembram que deusas pagãs eram chamadas de 'Rainha do Céu' no livro de Jeremias 7,18. Contudo, a Bíblia também chama Nabucodonosor, rei pagão da Babilônia, e Artaxerxes, rei pagão da Pérsia, com o título de 'Rei dos Reis' (cf. Dn 2,37; Ez 26,7; Esd 7,12); o que não impede que o título seja dado também a Cristo na Bíblia em Apocalipse 17,14; 19,16, e a Deus Pai em I Timóteo 6,15.

## A Visão de Martinho Lutero
Martinho Lutero, pai do protestantismo, não tinha a mesma visão dos protestantes atuais. Ele aceitava muitas doutrinas mariológicas, como a perpétua virgindade de Maria. Ele também cria na superioridade de Maria entre todos os seres humanos, a não ser Cristo, e acreditava nela como sendo Rainha.